# Pestrokřídlec červený
Pestrokřídlec červený (Zerynthia rumina) je druh motýla z čeledi otakárkovití s přirozeným výskytem od severozápadní Afriky po jih Francie. Housenky tohoto druhu se živí výhradně na podražci západním.

## Popis

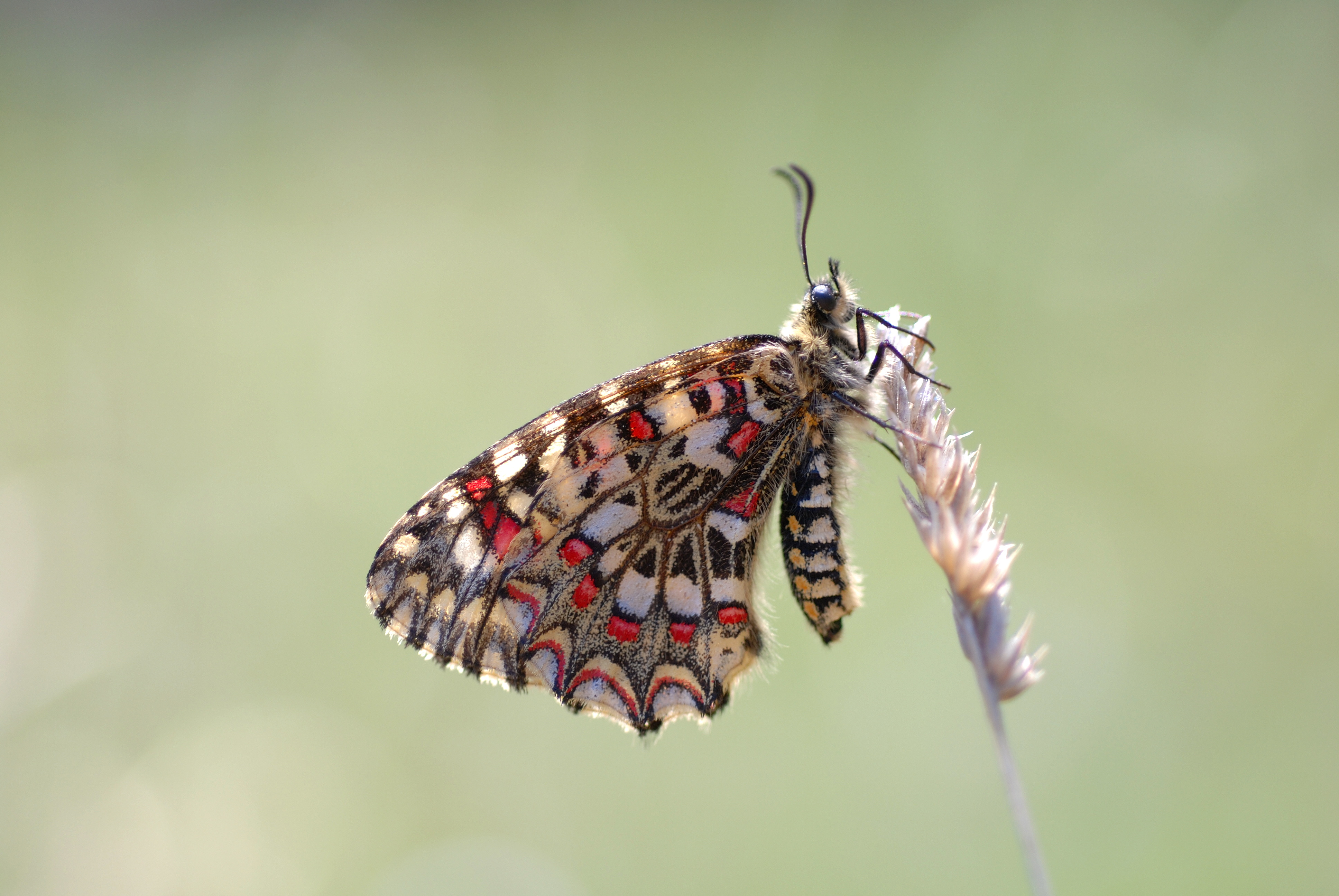
Spodní strana křídel

Na horní straně křídel se vyskytují žluté, černé a červené skvrny, které někdy můžou přecházet až do oranžové barvy. Spodní strana křídel je podobná jako ta svrchní, převládá zde ale bílá barva se žlutými skvrnami, černé skvrny jsou spíše menší. Na vnějším okraji obou křídel jsou černobílé vlnící se pruhy. Rozpětí křídel se pohybuje v rozmezí 4–5 cm.

## Výskyt

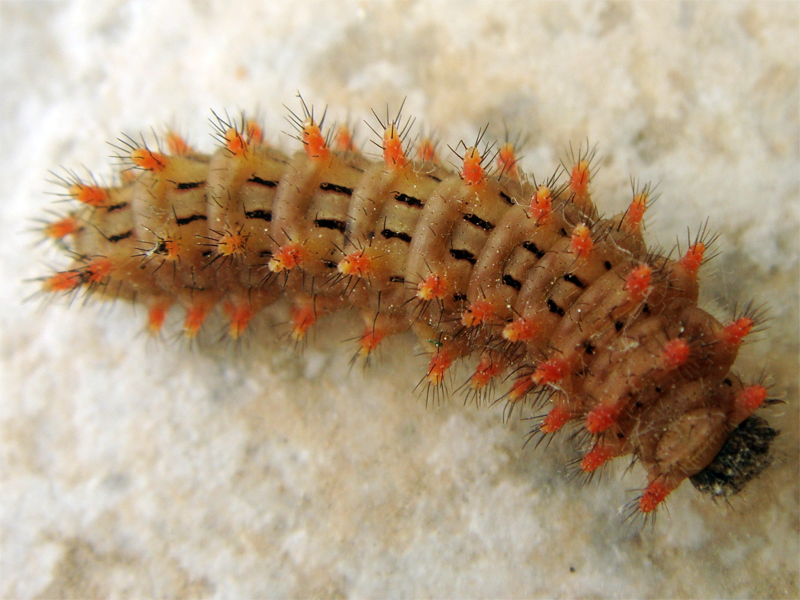
Housenka

V Evropě se pestrokřídlec červený vyskytuje na jihu Francie, ve Španělsku a Portugalsku, vyskytuje se také v severních zemích Afriky. Jeho preferovaným stanovištěm jsou křovinaté louky a lesní mýtiny v nadmořských výškách 0–1500 m n. m. Létá po celý rok, nejvíce však ve slunečných dnech na konci zimy a na jaře.

## Poddruhy
Pestrokřídlec červený má 3 uznávané poddruhy, ostatní jsou sporné:
- Zerynthia rumina ssp. rumina – nominátní poddruh
- Zerynthia rumina ssp. africana
- Zerynthia rumina ssp. tarrieri

## Záměna
Pestrokřídlec červený se může snadno zaměnit s druhem pestrokřídlec podražcový – oba tyto druhy se ale současně vyskytují jen na jihu Francie. Hlavním odlišovacím znakem jsou modré skvrny na zadních křídlech, které má jen pestrokřídlec podražcový.